# Субботин, Леонид Арсеньевич
Леонид Арсеньевич (Арсентьевич)  Субботин (1889—1941) — русский советский театральный деятель, драматург, поэт и журналист.

## Биография
Леонид Субботин родился 26 февраля (10 марта) 1889 года в Москве. Рос без отца, воспитывался в детском приюте. Окончил Комиссаровское техническое училище. В 1910 году начал литературную деятельность. Субботин был одним из организаторов Опытно-показательной студии Театра Сатиры в Москве (1920—1922). При участии Субботина в Москве в 1923 году был создан первый в СССР Крестьянский театр. В этом театре он был автором и постановщиком «агропьес». Совместно с В. З. Массом написал пьесы «Деревенская новь» («Комсомольцы в деревне», 1924), «Другое сердце» (1933), «Старый знакомый», «Проигранная игра» и другие. Пьеса «Пелагея Сорокина» (1925) была поставлена в театре Корша (1929). Субботин был автором множества пьес для крестьянской самодеятельности, вошедших в сборники «Переделаем лицо земли» и «Смех и дело» (1930). Работал также с молодыми драматургами.
В 1925—1929 годах работал заместителем редактора журнала «Деревенский театр». В 1934—1936 годах — заместитель главного редактора журнала «Колхозный театр». С 1924 по 1936 год работал в Центральном доме искусств в деревне (Поленовский дом), в Центральном доме самодеятельного искусства (ЦЕДИСК), в Центральном доме народного творчества имени Крупской. Автор статей о самодеятельном театре. Написал ряд книг по режиссуре и методических пособий для деревенских самодеятельных кружков.
После начала Великой Отечественной войны ушёл в ополчение. Погиб в 1941 году в битве за Москву.

## Сочинения
- Драматический кружок в деревне, М.-Л., 1925;
- Художественная работа избы-читальни, М., 1926;
- Два года театра народного творчества, «Театр», 1937, № 6;
- Самодеятельный театр, «Театр», 1938, № 6.